# Fernando Amorebieta
Fernando Amorebieta Mardaras (født 29. marts 1985 i Cantaura, Venezuela) er en spansk/venezuelansk fodboldspiller, der spiller som midterforsvarer hos Independiente i Argentina. Han har tidligere spillet for blandt andet Athletic Bilbao, Fulham og Middlesbrough.

## Landshold
Amorebieta har (pr. april 2018) spillet 15 kampe for Venezuelas landshold, som han debuterede for i 2011.